# Escut de Masquefa
L'escut oficial de Masquefa té el següent blasonament:
Escut caironat truncat: 1r. de porpra, una mà d'argent; 2n. d'or, 4 pals de gules. Per timbre una corona mural de vila.

## Història
Va ser aprovat el 28 de febrer de 1996 i publicat al DOGC el 18 de març del mateix any amb el número 2183.
La mà és el senyal parlant tradicional referit al nom de la població. Els quatre pals de Catalunya recorden que la vila va estar sota jurisdicció reial des del segle xvi.